# Filippo Abbiati

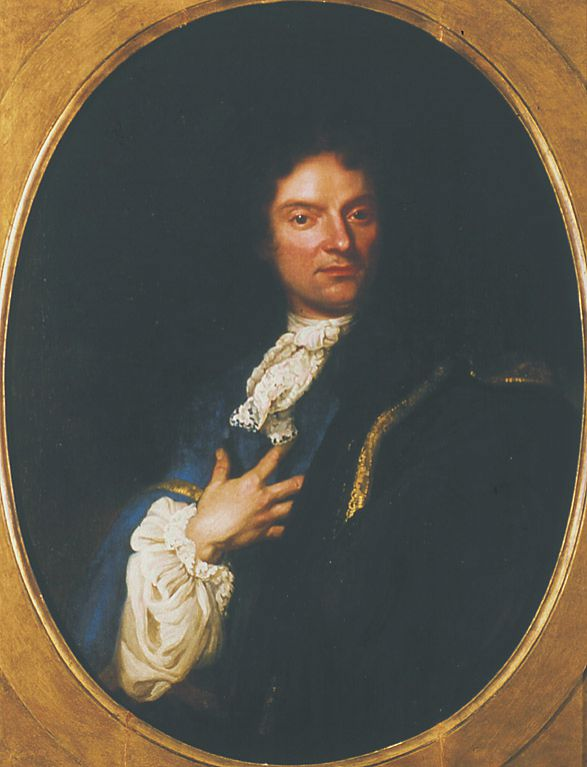
Autorretrato de Filippo Abbiati

Filippo Abbiati (1640-1715) foi um pintor italiano do período barroco, activo na Lombardia e Turim.